# آلتمیر (آرکانزاس)
آلتمیر (آرکانزاس) (به انگلیسی: Altheimer, Arkansas) یک شهر در ایالات متحده آمریکا با جمعیت ۱٬۱۹۲ نفر است که در آرکانزاس واقع شده‌است.

## موقعیت جغرافیایی
موقعیت جغرافیایی شهرها و مناطق اطراف به شرح زیر است: